# 1437
Évszázadok: 14. század – 15. század – 16. század
Évtizedek: 1380-as évek – 1390-es évek – 1400-as évek – 1410-es évek – 1420-as évek – 1430-as évek – 1440-es évek – 1450-es évek – 1460-as évek – 1470-es évek – 1480-as évek
Évek: 1432 – 1433 – 1434 – 1435 –  1436 – 1437 – 1438 – 1439 – 1440 – 1441 – 1442

## Események

### Határozott dátumú események
- február 11. – Cillei Borbálát, Luxemburgi Zsigmond császár és király második feleségét Prágában cseh királynévá koronázzák.
- február 21. – II. Jakab skót király trónralépese. (1460-ig uralkodik.)
- július 6. – A nemesség és a felkelők megkötik a kolozsmonostori egyezséget, amelyben a parasztok közkegyelmet és tizedmentességet kapnak.[1]
- október 6. – A második kolozsmonostori egyezség megkötése.[1]
- december 10–14. – Kolozsvár mellett döntő csata zajlik a nemesi és a parasztsereg között, amely a parasztság vereségével zárul. (A csatában Budai Nagy Antal is elesik.)
- december 15. – A nemesi sereg beveszi Nagyenyedet.
- december 18. – V. (Habsburg) Albert osztrák uralkodó herceget magyar királlyá választják Pozsonyban.

### Határozatlan dátumú események
- az év tavaszán – Kitör a Budai Nagy Antal vezette erdélyi parasztfelkelés, mely átterjed a Tiszántúlra is. (A parasztsereg Dés mellett megveri Csáki László (erdélyi vajda) seregét. Ez az első eset Magyarországon, hogy paraszti sereg vereséget mér a nemességre.)
- az év folyamán –
  - A török sereg Szerbiára tör, mivel Brankovics György szerb despota a magyar királyhoz pártol. (Megostromolják Szendrő várát, de Szentmiklósi Pongrác serege elűzi őket.)
  - Az Oxfordi Egyetem alapítása.
  - Ulug bég (később timurida uralkodó) csillagkatalógust állít össze.
  - A Kazáni Kaganátus alapítása.
- szeptember – A nemesi sereg rátámad a paraszti seregre, de Apáti mellett ismét vereséget szenved.
- az év végén – Kolozsvár a parasztsereg kezére kerül.

## Születések
- Isaac Abrabanel zsidó filozófus és teológus

## Halálozások
- február 21. – I. Jakab skót király (* 1394)
- december 9. – Luxemburgi Zsigmond magyar és cseh király, német–római császár (* 1368)